# Carorita
Carorita é um gênero de aranhas da família Linyphiidae descrito em 1963.